# A440
A440是440赫茲的聲音音調，西方音樂上，此音為標準音高。西方樂理中，A440乃是中央C上方的A音符（參照A4）。
1939年，一個國際會議提出，把中央C上方的A定為440赫茲。到了1955年，國際標準化組織採用了這個標準，將其訂為ISO 16（1975年，此組織重新確認了這項標準）。從此，A440就成為鋼琴、小提琴以及其他樂器的頻率校準標準。
在過去，鋼琴調音就是使用標準音高，經由人耳聆聽比較來調整鋼琴的音準。調音師感受鋼琴上某一鍵所發出的聲響並與標準音高參照，然後調整鋼琴的音高（藉由調整琴弦的鬆緊）直到與標準音高相合。
一個調音師能分辨的最小的頻率偏差與受到很多因素影響，包括音量、音的長短、頻率變換的速度以及調音師的訓練程度。然而，最小可覺差常常被定義為五音分。（分的定義為：欲調整的音與相鄰兩音的頻率差的1/100）
現在的調音師多有藉助於調音器。調音器為一電子儀器，當接收到聲波震動時，會顯示其音高，調音師再依此調整鋼琴音高。